# Sven Månsson
Sven Birger Månsson, född 1893 i Kopparberg, Örebro län, död 1964 i Kopparberg, var en svensk målare och målarmästare.
Månsson var utbildad yrkesmålare och han studerade konst i Tyskland och Italien. Han medverkade i samlingsutställningar med Västerås konstförening i Västerås och Örebro läns konstförening i Örebro. 
Hans konst består av naturstudier, vyer från Bergslagens bruksmiljöer och byggnader i Dalarna och Västmanland.